# 周文江

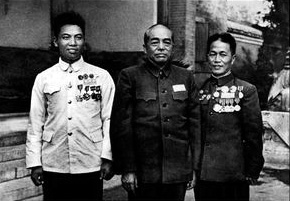
1954年，王维福与彭德怀、周文江在中南海合影

周文江（1924年—），江苏姜堰人，中国人民解放军军事将领，第一届全国人民代表大会代表。
1944年，周文江加入八路军，并参加过抗日战争、第二次国共内战、朝鲜战争，历任班长、排长、副指导员、指导员、营长、团长、副师长等职。1948年，获一级战斗英雄，后任河南省军区南阳军分区原司令员。1954年9月，他出席第一次会议讨论宪法草案，期间并发言。